# Dianthus brachycalyx
Dianthus brachycalyx är en nejlikväxtart som beskrevs av Alfred Huet du Pavilloné.Huet, Bacch., Brullo, Casti och Giusso. Dianthus brachycalyx ingår i släktet nejlikor, och familjen nejlikväxter. Inga underarter finns listade i Catalogue of Life.